# Vaporera de bambú

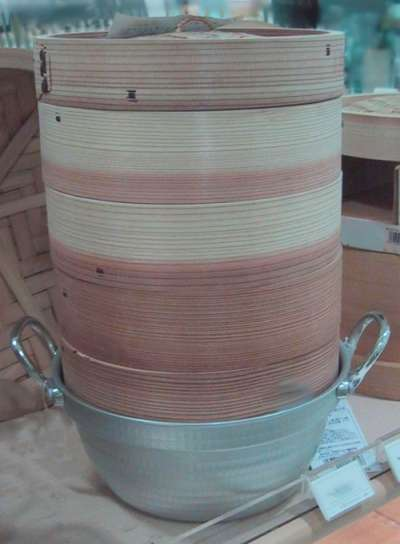
Mushiki apilados sobre un barreño u olla.

Una vaporera de bambú, llamada zhēnglóng (蒸笼; 蒸籠 lit. cesto de vapor) en chino y mushiki (蒸し器 lit. recipiente de vapor) o seiro (蒸笼) en japonés, son dos tipos de recipientes de la cocina oriental. Los mushiki son redondos y los seiro son  rectangulares; ambos están hechos de bambú (y más recientemente también de metal). Como otros recipientes utilizados en la cocina china y japonesa, tienen la propiedad de poder ser apilados uno encima del otro para cocinar porciones diferentes de forma simultánea.

## Galería

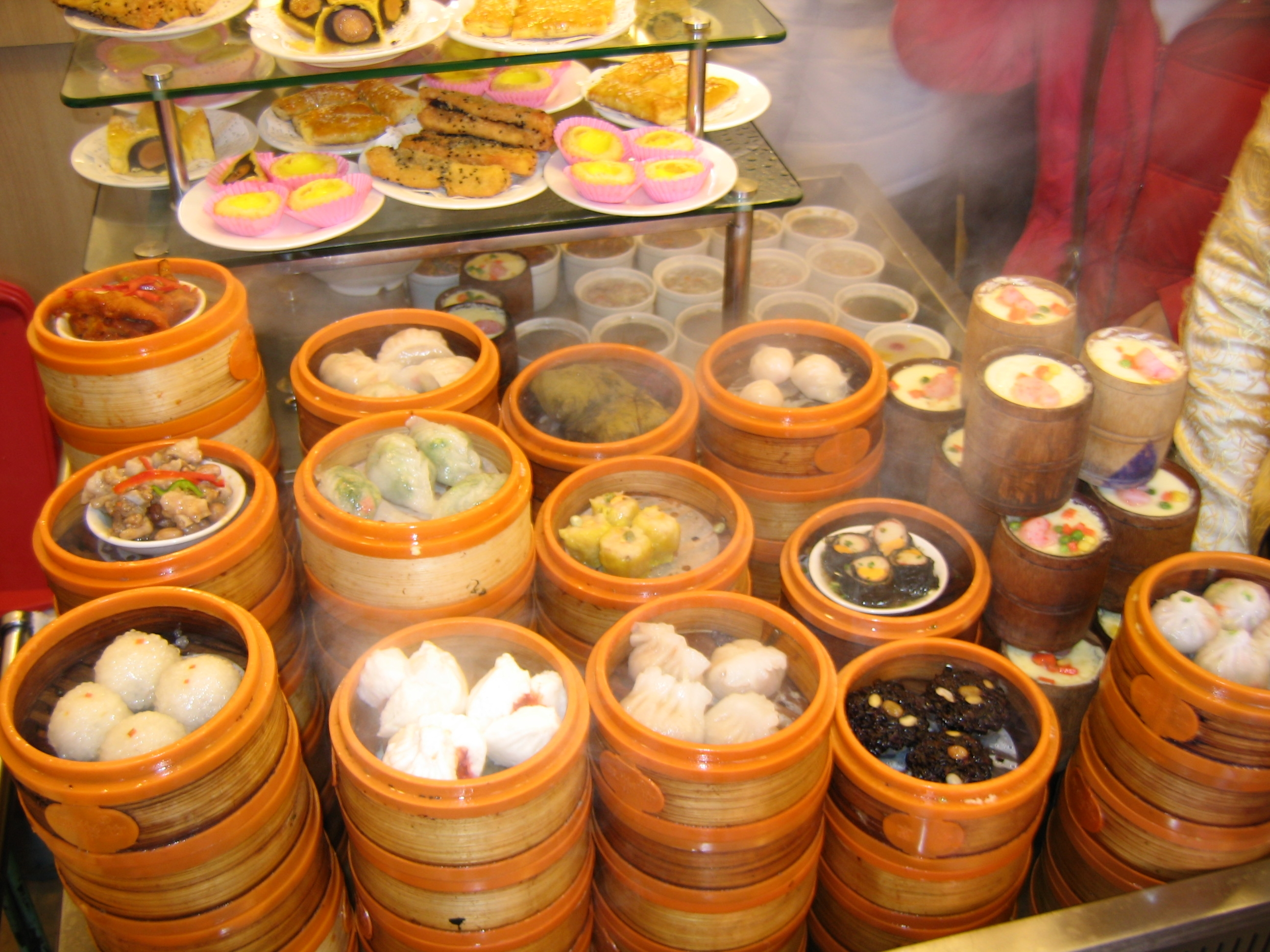
Dim sum en vaporeras de bambú
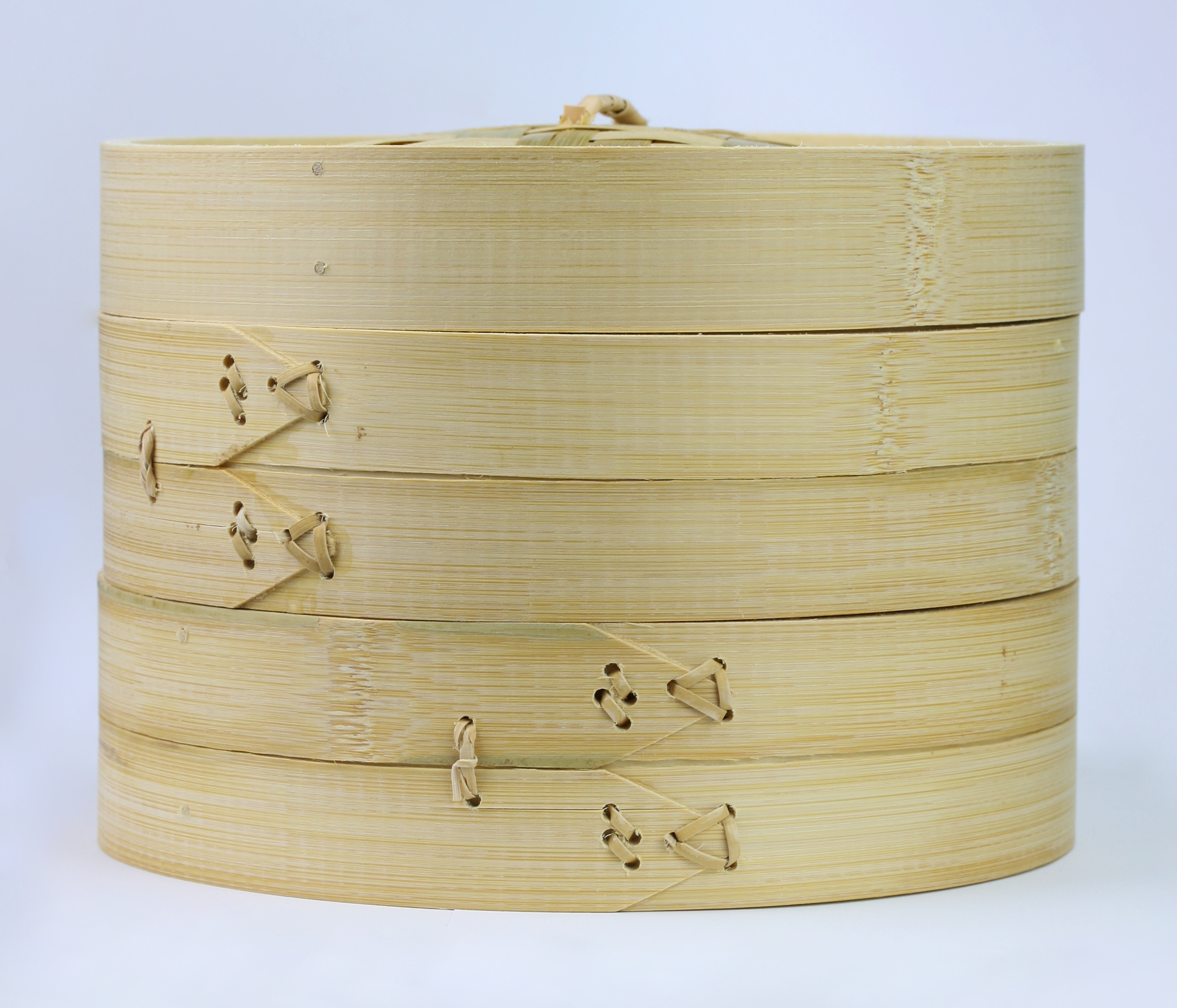
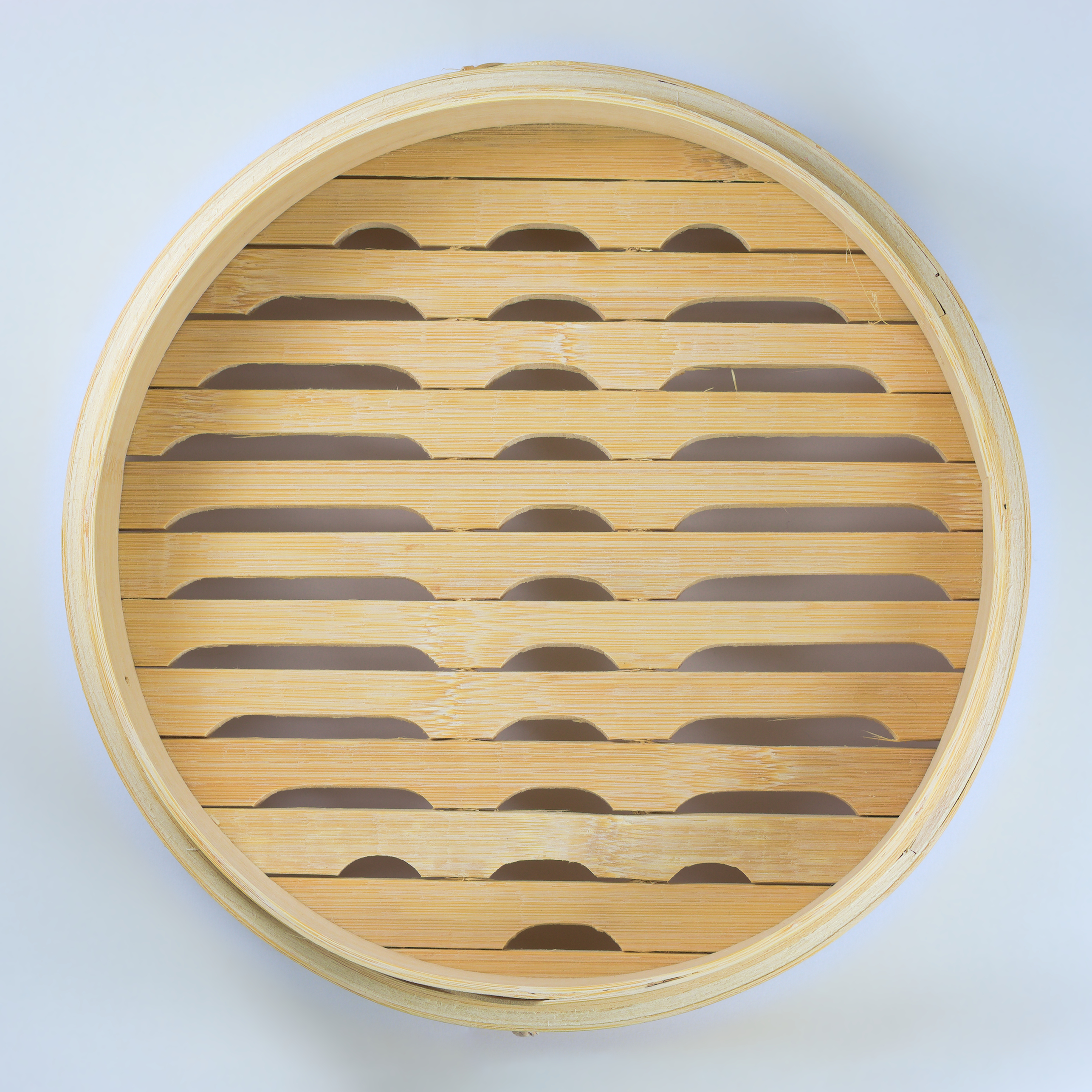